# 王统照墓
王统照墓，位于中国山东省济南市天桥区的金牛山公墓（今济南动物园南门附近的松树林内），为中国现代作家、诗人王统照的墓葬。该墓建于1957年12月，墓冢前立有简化的三间四柱式牌坊，墓碑为山东省文化局所立，正面题刻为“山东省文化局局长王统照先生之墓”，背面为其生平介绍。因缺乏保护，年久失修，墓地周围已荒草丛生。